# Gouvernement de la République tchèque

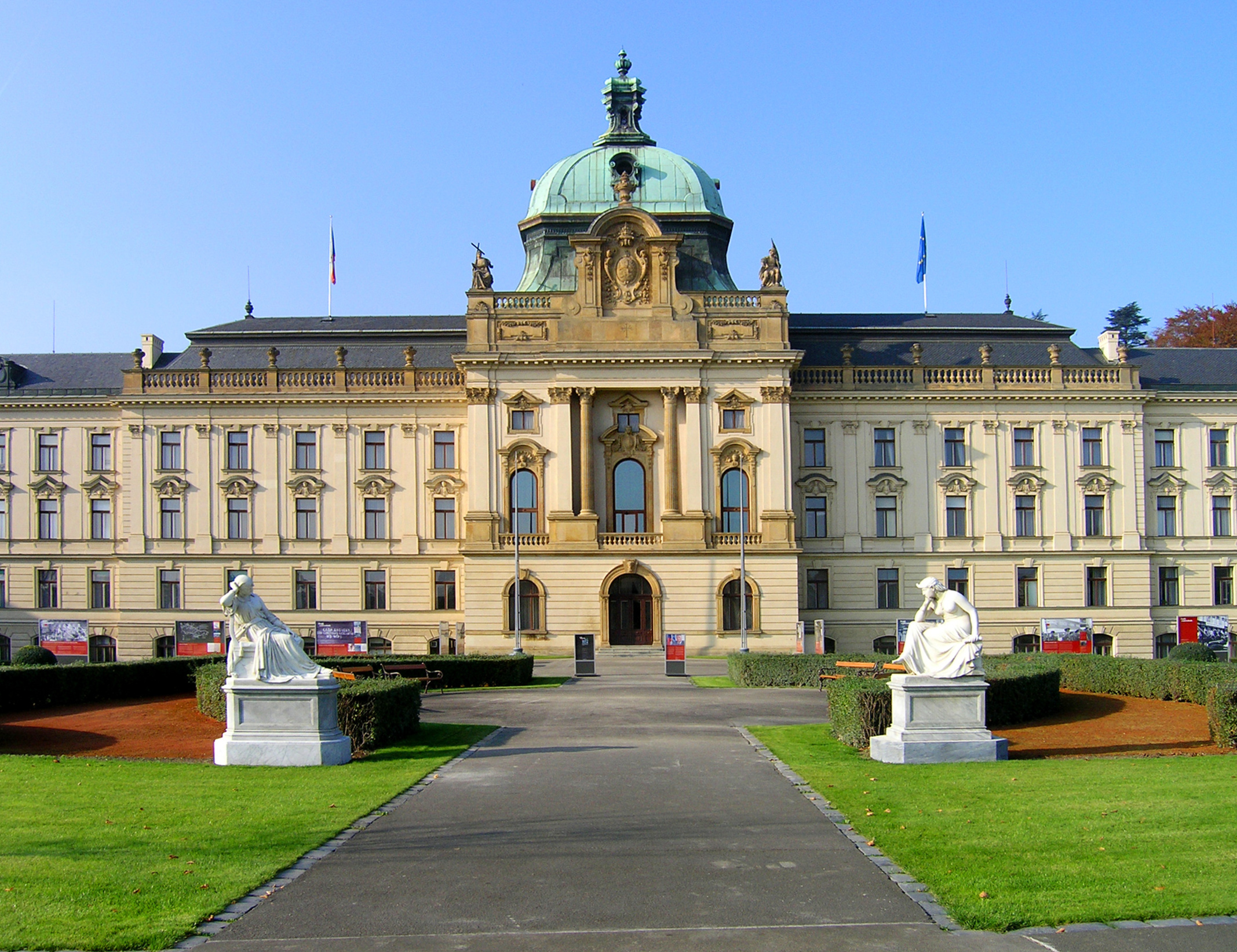
Siège officiel du gouvernement à Prague.

Le gouvernement de la République tchèque détermine et conduit la politique du pays. Depuis la dissolution de la Tchécoslovaquie en 1993,, la Tchéquie a connu 11 chefs du gouvernement et 13 gouvernements différents. Le gouvernement tchèque est formé par le président du gouvernement nommé par le président de la République conformément à la Constitution. Le dernier gouvernement actuellement en fonction a été institué le 29 juin 2022, qui est le premier cabinet de Petr Fiala à la suite de la victoire des coalitions SPOLU et Pirates et Maires lors des élections législatives de 2021.
Le gouvernement le plus éphémère fut le premier gouvernement d'Andrej Babiš qui dura du 13 décembre 2017 au 27 juin 2018 soit à peine 6 mois et 14 jours, et le plus long fut celui de Miloš Zeman, du 22 juillet 1998 au 15 juillet 2002 soit 3 ans, 11 mois et 23 jours.

## Gouvernement actuel

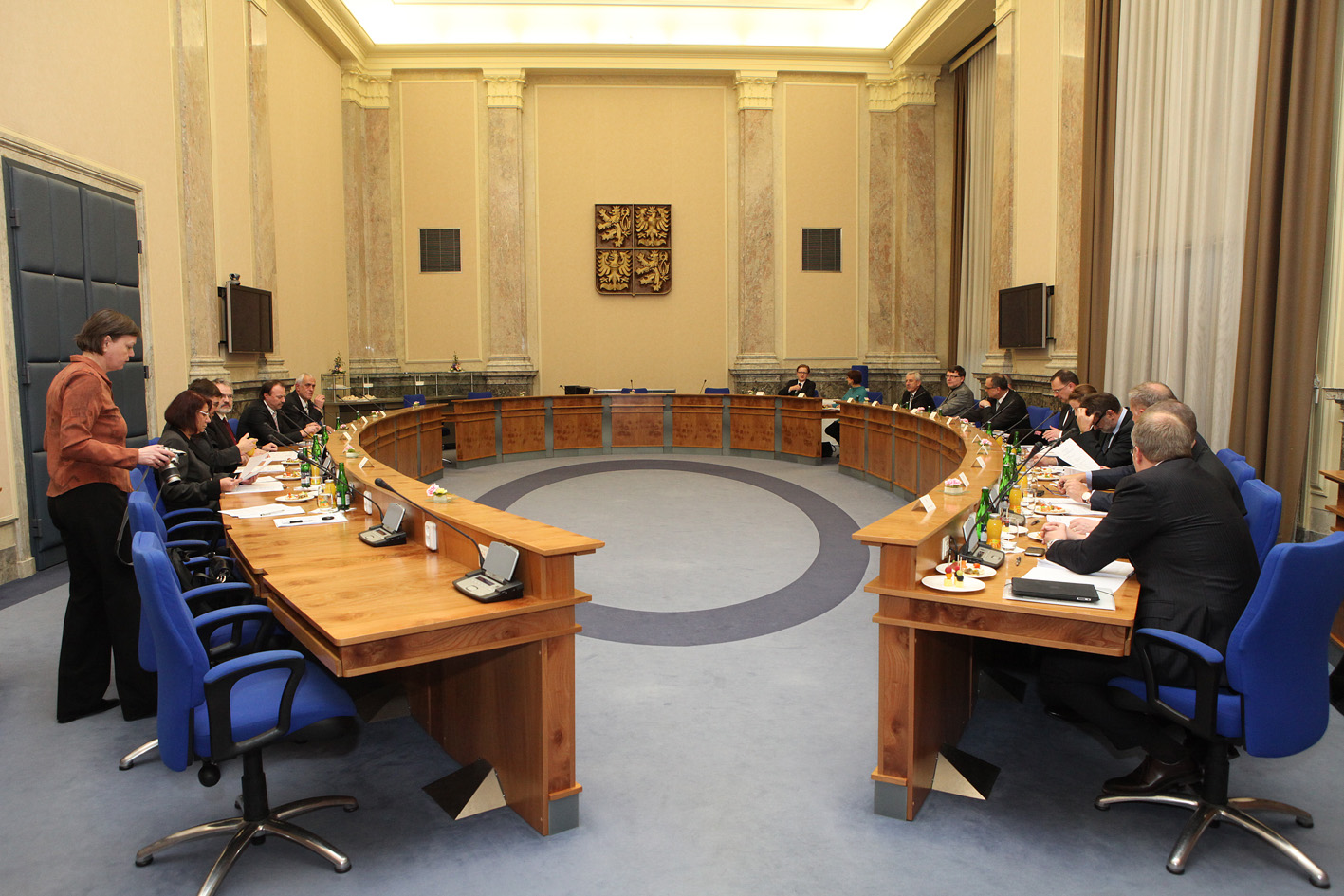
Le gouvernement tchèque lors d'une séance en 2013.

| Image | Portefeuille                                                                | Nom | Nom             | Parti   |
| ----- | --------------------------------------------------------------------------- | --- | --------------- | ------- |
|       | Président du gouvernement                                                   |     | Petr Fiala      | ODS     |
|       | Premier vice-président du gouvernement Ministre de l'Intérieur              |     | Vít Rakušan     | STAN    |
|       | Vice-président du gouvernement Ministre du Travail et des Affaires sociales |     | Marian Jurečka  | KDU-ČSL |
|       | Vice-président du gouvernement Ministre de la Santé                         |     | Vlastimil Válek | TOP 09  |
|       | Ministre des Finances                                                       |     | Zbyněk Stanjura | ODS     |
|       | Ministre du Développement régional                                          |     | Petr Koulhanek  | Sans    |
|       | Ministre des Affaires étrangères                                            |     | Jan Lipavský    | ČSP     |
|       | Ministre de la Justice                                                      |     | Pavel Blažek    | ODS     |
|       | Ministre de la Culture                                                      |     | Martin Baxa     | ODS     |
|       | Ministre de l'Industrie et du Commerce                                      |     | Lukáš Vlček     | STAN    |
|       | Ministre de l'Éducation, de la Jeunesse et des Sports                       |     | Mikuláš Bek     | STAN    |
|       | Ministre de l'Agriculture                                                   |     | Marek Výborný   | KDU-ČSL |
|       | Ministre de la Défense                                                      |     | Jana Černochová | ODS     |
|       | Ministre des Transports                                                     |     | Martin Kupka    | ODS     |
|       | Ministre de l'Environnement                                                 |     | Petr Hladík     | KDU-ČSL |
|       | Ministre de la Science, de la Recherche et de l'Innovation                  |     | Marek Ženíšek   | TOP 09  |
|       | Ministre des Affaires européennes                                           |     | Martin Dvořák   | STAN    |

## Les gouvernements depuis 1993
- 1993 à 1997 : Václav Klaus, gouvernements Klaus I et Klaus II
- 1998 : Josef Tošovský, gouvernement Tošovský
- 1998 à 2002 : Miloš Zeman, gouvernement Zeman
- 2002 à 2004 : Vladimír Špidla, gouvernement Špidla
- 2004 à 2005 : Stanislav Gross, gouvernement Gross
- 2005 à 2006 : Jiří Paroubek, gouvernement Paroubek
- 2006 à 2009 : Mirek Topolánek, gouvernements Topolánek I et Topolánek II
- 2009 à 2010 : Jan Fischer, gouvernement Fischer
- 2010 à 2013 : Petr Nečas, gouvernement Nečas
- 2013 à 2014 : Jiří Rusnok, gouvernement Rusnok
- 2014 à 2017 : Bohuslav Sobotka, gouvernement Sobotka
- 2017 à 2021 : Andrej Babiš, gouvernements Babiš I et Babiš II
- Depuis 2021 : Petr Fiala, gouvernement Fiala

## Crédit de traduction
- (cs) Cet article est partiellement ou en totalité issu de l’article de Wikipédia en tchèque intitulé « Vláda České republiky » (voir la liste des auteurs).